# Memento Materia
Memento Materia is een Zweeds platenlabel  met een focus op synth-, electro- en futurepop, hoewel het ook enkele EBM albums heeft uitgebracht in de jaren 90. De eerste release was in januari 1992 en eind 2005 had het label 87 releases gerealiseerd. In 2001 heeft Memento Materia een sublabel opgericht, Prototyp, die voornamelijk gefocust is op EBM, industrial en hardere electro.

## Bands
Onderstaande lijst is de lijst van bands die via Memento Materia of Prototyp een album hebben uitgebracht.
- Memento Materia
  - April Tears
  - Backlash
  - Code 64
  - Covenant
  - Daybehavior
  - De/Vision
  - Hayce
  - Iberian Spleen
  - Kliche
  - Logic Naive
  - Malaise
  - Mesh
  - Michigan
  - Mobile Homes
  - Nasa
  - Native Cry
  - Neverwood
  - Sadovaja
  - Sophie Rimheden/Håkan Lidbo
  - Tragic Comedy
  - X Marks the Pedwalk
- Prototyp
  - Colony 5
  - Interlace
  - Militant Cheerleaders on the Move
  - Pouppée Fabrikk
  - Pride and Fall
  - Project-X
  - Run Level Zero
  - Thirteenth Exile
  - Z Prochek